# Адольф Глюнц

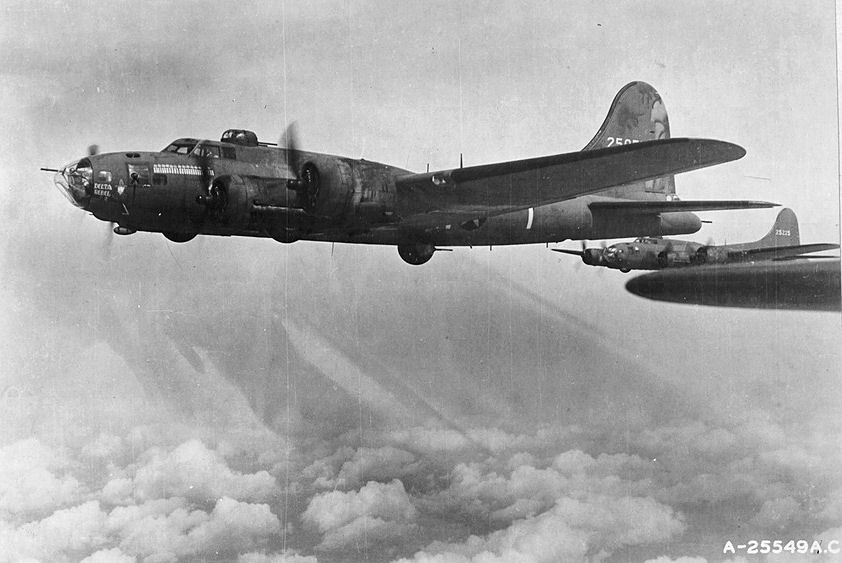
B-17F-30-BO «Літаюча фортеця» с/н 42-5077 323-ї бомбардувальної ескадрильї 91-ї бомбардувальної авіагрупи 8-ї повітряної армії США, що був збитий оберфельдфебелем А.Глюнцем 12 серпня 1943 під час бомбардування Гельзенкірхена. Літак отримав пошкодження внаслідок атаки гауптмана Науманна з 6./JG 26, та збитий Глюнцем (4./JG 26) на Fw 190A-5. 4 члени екіпажу загинуло, 6 потрапили у полон

Адольф Глюнц (нім. Adolf Glunz; нар. 11 червня 1916, Брезегард-бай-Піхер, Мекленбург-Шверін — пом. 1 серпня 2002, Люденшайд, Північний Рейн-Вестфалія) — німецький військовий льотчик-ас за часів Третього Рейху, оберлейтенант (1944) Люфтваффе. Кавалер Лицарського хреста Залізного хреста з дубовим листям (1944). Протягом Другої світової війни здійснив 574 бойових вильоти, в ході яких здобув 71 перемогу в повітряних боях, практично усі на Західному фронті, крім трьох радянських бомбардувальників, збитих у червні-липні 1941 року. Сам при цьому жодного разу не був збитий чи поранений.

## Біографія
Адольф Глюнц народився 11 червня 1916 у селищі Брезегард у 11 км на південний захід від Людвігслюст у Великому герцогстві Мекленбург-Шверін.
1 вересня 1939 року, у день початку Другої світової війни, Адольф Глюнц вступив на військову службу до Люфтваффе і 9 листопада 1940 після закінчення льотної підготовки у званні єфрейтора прибув до 4./JG52. Першу перемогу він здобув 7 травня 1941 року, збивши британський «Спітфайр». 19 травня німецький льотчик записав на рахунок ще один такий британський винищувач.
З 22 червня 1941 фельдфебель Глюнц брав участь у боях на Східному фронті і здобув ще три перемоги, збивши у небі Білорусі 3 радянських бомбардувальники ДБ-3. Також під час одного з вильотів Глюнц знищив два радянських танки.
Через два тижні бойових дій на Східному фронтові, 7 липня 1941 А.Глюнца перевели до 4./JG26. До кінця 1941 року в боях над Північною Францією він збив два «Спітфайра».
28 березня 1942 А.Глюнц напав на 6 британських бомбардувальників «Москито» поблизу Дюнкерка, що летіли на надмалих висотах й раптової атакою збив два з них за одну хвилину. Загалом за 1942 він збив також 15 «Спітфайрів» і 1 грудня був нагороджений Німецьким Хрестом в золоті.
3 квітня 1943 оберфельдфебель Глюнц здобув 30-ту перемогу, а 5 квітня збив свій перший В-17. 17 серпня німецький ас здобув 40-ву перемогу, збивши чергову «Літаючу Фортеця», і 29 серпня одержав Лицарський Хрест. Всього в 1943 на його рахунку було 12 «Спітфайрів», 11 В-17, три «Москито» і два P-47.
22 лютого 1944 Глюнц в ході одного вильоту збив три В-17 і один Р-47.
3 березня його призначили командиром 5./JG26, та 1 квітня присвоїли звання лейтенанта. 9 травня він збив два В-24 і досяг рубежу в 60 перемог. 10 червня Глюнц в бою північніше Лізьє протягом двох з половиною хвилин збив три P-47.
18 червня він здобув 65-ту перемогу і 24 червня отримав Лицарський Хрест з дубовим листям (Nr.508).
22 лютого 1944 він переміг протягом одного дня шість разів, зокрема збив 5 чотирьох-моторних бомбардувальників противника.
24 грудня 1944 Глюнц збив два P-47, досягнувши кордону в 70 перемог. Всього в 1944 році він збив чотири В-17, три В-24, сім P-47 «Тандерболт», по одному P-51 «Мустанг», P-38 «Лайтнінг» та C-47.
1 січня 1945 під час проведення операції «Боденплатте» південніше Брюсселя, Бельгія, оберлейтенант Глюнц збив англійський «Спітфайр» — це була його 71-ша і, як потім виявилося, остання перемога. Також у ході операції з авіаційного удару по союзних аеродромах він знищив п'ять ворожих літаків на землі.
18 березня 1945 його перевели до III./EJG2, де він освоїв реактивний Me 262. Пізніше Глюнца призначили у формовану II./JG7, але її до кінця війни так і не вдалося повністю укомплектувати.
Загалом оберлейтенант Адольф Глюнц здійснив 574 бойових вильоти і при цьому жодного разу не був збитий або поранений. Водночас, А.Глюнц дістав одного поранення на землі у квітні 1942, під час бомбардування аеродрому в Аббевілі союзною авіацією, коли його порізало шматочками скла.

## Нагороди
- Нагрудний знак пілота (4 жовтня 1940)
- Залізний хрест
  - 2-го класу (26 травня 1941)
  - 1-го класу (8 червня 1941)
- Авіаційна планка винищувача
  - в бронзі (1 липня 1941)
  - в сріблі (1 жовтня 1941)
  - в золоті (25 серпня 1942)
  - підвіска (10 липня 1944)
- Почесний Кубок Люфтваффе (29 червня 1942)
- Німецький хрест в золоті (15 жовтня 1942)
- Лицарський хрест Залізного хреста з дубовим листям
  - лицарський хрест (29 серпня 1943) — за 38 перемог.
  - дубове листя (№508; 24 червня 1944) — за 65 перемог.